# 호주 (조위)
호주(浩周, ? ~ ?)는 후한 말기 ~ 조위의 관료로, 자는 공이(孔異)이며 상당군 사람이다.

## 행적
건안 연간에 출사하여 소령(蕭令)·서주자사를 지냈다.
번성 전투 당시 우금의 휘하에서 종군하였는데, 관우에게 패하여 우금·동리곤과 함께 사로잡혔다. 이후 관우를 물리친 손권은 호주 등을 압송하였다.
연강 원년(220년), 위왕 조조가 죽고 조비가 뒤를 이었다. 손권은 호주 등을 위나라로 송환하면서 귀순의 뜻을 내비친 서신을 딸려 보냈다. 손권에게 융숭한 대접을 받았던 호주는 조비에게 손권을 의심하지 말라고 하였으나, 함께 있었던 동리곤은 손권이 복종하지 않을 것이라고 주장하였다.
같은해 겨울, 헌제가 조비에게 선양함으로써 후한이 멸망하고 조비가 황제로 즉위하였다(문제). 문제는 손권을 오왕에 봉하고, 호주를 사자로 보냈다. 손권과의 연회에서 손권은 호주에게 아들 손등을 볼모로 보낼 것을 약조하였으나, 호주가 돌아간 후 갖은 핑계를 대며 손등을 보내지 않았다. 문제는 이에 오나라의 사자를 억류하였다.
손권은 호주에게 서신을 써, 자신의 어린 아이와 손소·장소를 조정에 보내겠다고 약조하였다. 그러나 끝내 이들을 보내지 않았고, 문제는 호주를 내쫓고 다시는 임용하지 않았다.

## 출전
- 어환, 《위략》 유세전(游說傳) [진수, 《삼국지》 권47 오주전 배송지주에 인용]